# Nicholas Marcus Fernando
Nicholas Marcus Fernando (ur. 6 grudnia 1932 w Munnakkara, zm. 10 kwietnia 2020 w Kolombo) – lankijski duchowny rzymskokatolicki, w latach 1977–2002 arcybiskup Kolombo.

## Życiorys
Święcenia kapłańskie przyjął 20 grudnia 1959. 21 marca 1977 został prekonizowany arcybiskupem Kolombo. Sakrę biskupią otrzymał 14 maja 1977. 6 lipca 2002 przeszedł na emeryturę.